# Podział administracyjny Polski
Podział terytorialny Polski – zmieniał się wielokrotnie. Od II wojny światowej reformy miały miejsce w latach 1946, 1950, 1957 i 1975. Obecny trójstopniowy podział administracyjny obowiązuje od ostatniej zmiany, wprowadzonej 1 stycznia 1999 r.
Stan na 1 stycznia 2025:
- jednostki I stopnia – 16 województw
- jednostki II stopnia – 380 powiatów, w tym:
  - 66 miast na prawach powiatu – gminy o statusie miasta, wykonujące zadania powiatu, potocznie zwane „powiatami grodzkimi”,
  - 314 powiatów – skupiają od kilku do kilkunastu sąsiadujących ze sobą[a] gmin, potocznie zwane „powiatami ziemskimi”; mogą mieć siedzibę w mieście na prawach powiatu, które nie leży na ich obszarze
- jednostki III stopnia – 2479 gmin, w tym:
  - 302 miejskie – gminy, które zawierają się w administracyjnych granicach miasta (w tym 66 gmin będących jednocześnie miastami na prawach powiatu),
  - 718 miejsko-wiejskich – gminy, w skład których wchodzi miasto oraz kilka wsi,
  - 1459 wiejskich – gminy, które na swoim terytorium nie zawierają miasta (z tego 158 takich gmin ma siedzibę w mieście poza swoim obszarem, tzw. gmina obwarzankowa).

## Dane statystyczne

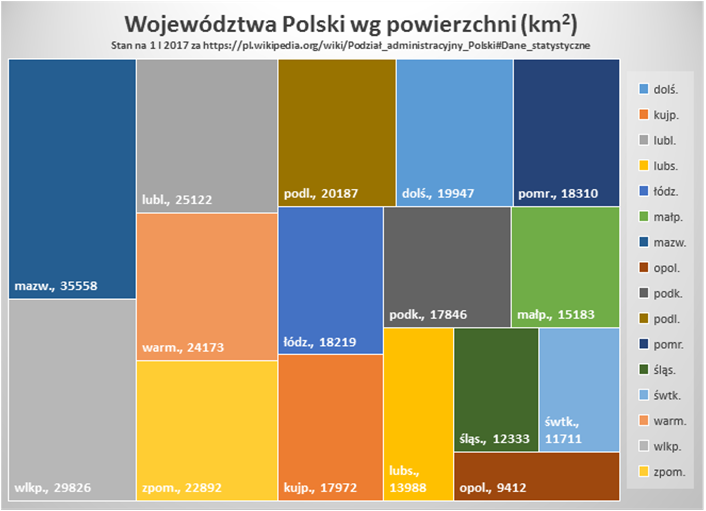
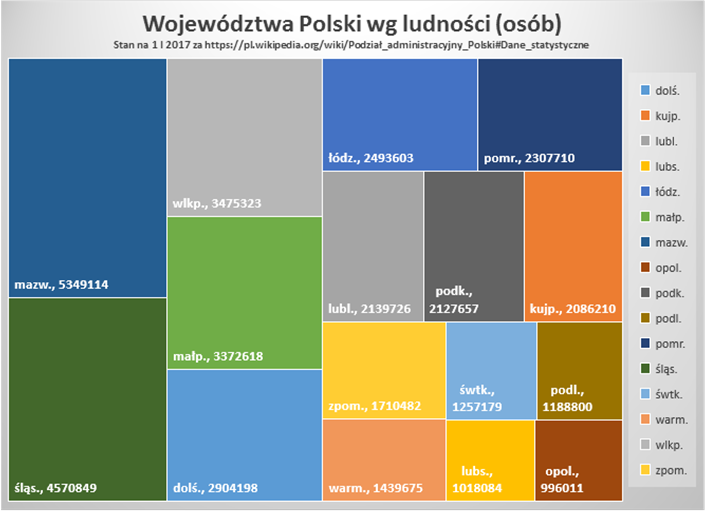

Stan na 30 czerwca 2024 r.
| Herb | Flaga | Województwo         | Siedziba władz                     | Powierz chnia w km² | Ludność (30 czerwca 2024) | Gęstość zaludn. na km² | Miasta | II stopień adm. | II stopień adm.       | Gminy  | Gminy    | Gminy            | Gminy    |
| Herb | Flaga | Województwo         | Siedziba władz                     | Powierz chnia w km² | Ludność (30 czerwca 2024) | Gęstość zaludn. na km² | Miasta | powiaty         | m. na prawach powiatu | ogółem | miejskie | miejsko-wiejskie | wiejskie |
| ---- | ----- | ------------------- | ---------------------------------- | ------------------- | ------------------------- | ---------------------- | ------ | --------------- | --------------------- | ------ | -------- | ---------------- | -------- |
|      |       | dolnośląskie        | Wrocław                            | 19 946,70           | 2 874 496                 | 144                    | 93     | 26              | 4                     | 169    | 35       | 58               | 76       |
|      |       | kujawsko-pomorskie  | Bydgoszcz i Toruń                  | 17 971,34           | 1 990 323                 | 111                    | 56     | 19              | 4                     | 144    | 17       | 39               | 88       |
|      |       | lubelskie           | Lublin                             | 25 122,46           | 2 003 475                 | 80                     | 57     | 20              | 4                     | 213    | 20       | 37               | 156      |
|      |       | lubuskie            | Gorzów Wielkopolski i Zielona Góra | 13 987,93           | 972 140                   | 69                     | 44     | 12              | 2                     | 82     | 9        | 35               | 38       |
|      |       | łódzkie             | Łódź                               | 18 218,95           | 2 354 135                 | 129                    | 60     | 21              | 3                     | 177    | 18       | 42               | 117      |
|      |       | małopolskie         | Kraków                             | 15 182,79           | 3 429 685                 | 226                    | 64     | 19              | 3                     | 183    | 14       | 50               | 119      |
|      |       | mazowieckie         | Warszawa                           | 35 558,47           | 5 510 618                 | 155                    | 111    | 37              | 5                     | 314    | 35       | 76               | 203      |
|      |       | opolskie            | Opole                              | 9 411,87            | 933 349                   | 99                     | 37     | 11              | 1                     | 71     | 3        | 34               | 34       |
|      |       | podkarpackie        | Rzeszów                            | 17 845,76           | 2 067 139                 | 116                    | 54     | 21              | 4                     | 160    | 16       | 38               | 106      |
|      |       | podlaskie           | Białystok                          | 20 187,02           | 1 135 201                 | 55                     | 40     | 14              | 3                     | 119    | 13       | 27               | 79       |
|      |       | pomorskie           | Gdańsk                             | 18 323,68           | 2 359 956                 | 129                    | 43     | 16              | 4                     | 123    | 22       | 21               | 80       |
|      |       | śląskie             | Katowice                           | 12 333,09           | 4 305 126                 | 350                    | 74     | 17              | 19                    | 167    | 49       | 25               | 93       |
|      |       | świętokrzyskie      | Kielce                             | 11 710,50           | 1 163 001                 | 99                     | 51     | 13              | 1                     | 102    | 5        | 46               | 51       |
|      |       | warmińsko-mazurskie | Olsztyn                            | 24 173,47           | 1 353 374                 | 56                     | 50     | 19              | 2                     | 116    | 16       | 34               | 66       |
|      |       | wielkopolskie       | Poznań                             | 29 826,50           | 3 484 177                 | 117                    | 120    | 31              | 4                     | 226    | 19       | 101              | 106      |
|      |       | zachodniopomorskie  | Szczecin                           | 22 904,72           | 1 626 876                 | 71                     | 66     | 18              | 3                     | 113    | 11       | 55               | 47       |
|      |       |                     |                                    |                     |                           |                        |        |                 |                       |        |          |                  |          |
|      |       | Polska              | Warszawa                           | 312705,25           | 37 563 071                | 120                    | 1020   | 314             | 66                    | 2479   | 302      | 718              | 1459     |

## Oceny podziału administracyjnego
Bohdan Wyżnikiewicz (Instytut Badań nad Gospodarką Rynkową) wskazuje, że różnice w wielkości i potencjale województw są znaczne i że wynika to z faktu, że tworzeniu nowych województw towarzyszyły przetargi polityczne w sprawie ich liczby. Przedstawia ponadto, że mniejsze i słabsze ekonomicznie województwa rozwijają się wolniej niż duże i silne ekonomicznie regiony.
W 2000 rząd Jerzego Buzka uznał potrzebę rozpoczęcia pilnych działań prowadzących do łączenia się miast na prawach powiatu i powiatów mających siedzibę swych władz w tych miastach, z uwagi na znaczące dysproporcje występujące w zakresie potencjału instytucjonalnego jednostek powiatowych. Analizy rządowe wskazywały na znacząco wyższy potencjał miast na prawach powiatu i szczególnie niski potencjał powiatów pozbawionych większych ośrodków miejskich. Dane wskazują, że powiaty pozbawione dużych miast mają znacząco mniejsze zasoby służące do wypełniania powiatowych zadań publicznych.
W 2001 Sejm i Senat zgodnie uznały nowy zasadniczy podział terytorialny państwa za poprawny i spełniający założenia reformy administracji publicznej. Senat wskazał na konieczność wspierania inicjatyw zmierzających do racjonalizacji podziału terytorialnego kraju na powiaty. Sejm stwierdził, że część powiatów jest zbyt słaba ekonomicznie, a przez to mało sprawna i mało efektywna. Analiza potencjału rozwojowego jednostek powiatowych wskazuje na duże zróżnicowanie między miastami na prawach powiatu a powiatami pozbawionymi ośrodków miejskich. Za korzystne dla wykonywania funkcji publicznych Sejm uznał łączenie się miast na prawach powiatu i otaczających je powiatów mających siedziby w tych miastach.

## Podział administracyjny Polski
Poniższa lista przedstawia podział administracyjny Polski na województwa. Najpierw wymienione jest miasto (lub miasta) wojewódzkie (wytłuszczoną czcionką) oraz pozostałe miasta na prawach powiatu. Dalej wszystkie powiaty wraz z miastami będącymi siedzibą władz powiatu. Podział powiatów na gminy przedstawiono na stronach „Dokładniejsze informacje”.

### województwo dolnośląskie
Podział powiatów na gminy zamieszczono w podział administracyjny województwa dolnośląskiego.
- miasta na prawach powiatu:
  - Wrocław
  - Jelenia Góra
  - Legnica
  - Wałbrzych (do 31 grudnia 2002 i ponownie od 1 stycznia 2013)
- powiaty:
  - powiat bolesławiecki ⇒ Bolesławiec
  - powiat dzierżoniowski ⇒ Dzierżoniów
  - powiat głogowski ⇒ Głogów
  - powiat górowski ⇒ Góra
  - powiat jaworski ⇒ Jawor
  - powiat kamiennogórski ⇒ Kamienna Góra
  - powiat karkonoski ⇒ Jelenia Góra (do 31 grudnia 2020 powiat jeleniogórski)
  - powiat kłodzki ⇒ Kłodzko
  - powiat legnicki ⇒ Legnica
  - powiat lubański ⇒ Lubań
  - powiat lubiński ⇒ Lubin
  - powiat lwówecki ⇒ Lwówek Śląski
  - powiat milicki ⇒ Milicz
  - powiat oleśnicki ⇒ Oleśnica
  - powiat oławski ⇒ Oława
  - powiat polkowicki ⇒ Polkowice
  - powiat strzeliński ⇒ Strzelin
  - powiat średzki ⇒ Środa Śląska
  - powiat świdnicki ⇒ Świdnica
  - powiat trzebnicki ⇒ Trzebnica
  - powiat wałbrzyski ⇒ Wałbrzych
  - powiat wołowski ⇒ Wołów
  - powiat wrocławski ⇒ Wrocław
  - powiat ząbkowicki ⇒ Ząbkowice Śląskie
  - powiat zgorzelecki ⇒ Zgorzelec
  - powiat złotoryjski ⇒ Złotoryja

### województwo kujawsko-pomorskie
Podział powiatów na gminy zamieszczono w podział administracyjny województwa kujawsko-pomorskiego.
- miasta na prawach powiatu:
  - Bydgoszcz
  - Toruń
  - Włocławek
  - Grudziądz
- powiaty:
  - powiat aleksandrowski ⇒ Aleksandrów Kujawski
  - powiat brodnicki ⇒ Brodnica
  - powiat bydgoski ⇒ Bydgoszcz
  - powiat chełmiński ⇒ Chełmno
  - powiat golubsko-dobrzyński ⇒ Golub-Dobrzyń
  - powiat grudziądzki ⇒ Grudziądz
  - powiat inowrocławski ⇒ Inowrocław
  - powiat lipnowski ⇒ Lipno
  - powiat mogileński ⇒ Mogilno
  - powiat nakielski ⇒ Nakło nad Notecią
  - powiat radziejowski ⇒ Radziejów
  - powiat rypiński ⇒ Rypin
  - powiat sępoleński ⇒ Sępólno Krajeńskie
  - powiat świecki ⇒ Świecie
  - powiat toruński ⇒ Toruń
  - powiat tucholski ⇒ Tuchola
  - powiat wąbrzeski ⇒ Wąbrzeźno
  - powiat włocławski ⇒ Włocławek
  - powiat żniński ⇒ Żnin

### województwo lubelskie
Podział powiatów na gminy zamieszczono w podział administracyjny województwa lubelskiego.
- miasta na prawach powiatu:
  - Lublin
  - Biała Podlaska
  - Chełm
  - Zamość
- powiaty:
  - powiat bialski ⇒ Biała Podlaska
  - powiat biłgorajski ⇒ Biłgoraj
  - powiat chełmski ⇒ Chełm
  - powiat hrubieszowski ⇒ Hrubieszów
  - powiat janowski ⇒ Janów Lubelski
  - powiat krasnostawski ⇒ Krasnystaw
  - powiat kraśnicki ⇒ Kraśnik
  - powiat lubartowski ⇒ Lubartów
  - powiat lubelski ⇒ Lublin
  - powiat łęczyński ⇒ Łęczna
  - powiat łukowski ⇒ Łuków
  - powiat opolski ⇒ Opole Lubelskie
  - powiat parczewski ⇒ Parczew
  - powiat puławski ⇒ Puławy
  - powiat radzyński ⇒ Radzyń Podlaski
  - powiat rycki ⇒ Ryki
  - powiat świdnicki ⇒ Świdnik
  - powiat tomaszowski ⇒ Tomaszów Lubelski
  - powiat włodawski ⇒ Włodawa
  - powiat zamojski ⇒ Zamość

### województwo lubuskie
Podział powiatów na gminy zamieszczono w podział administracyjny województwa lubuskiego.
- miasta na prawach powiatu:
  - Gorzów Wielkopolski
  - Zielona Góra
- powiaty:
  - powiat gorzowski ⇒ Gorzów Wielkopolski
  - powiat krośnieński ⇒ Krosno Odrzańskie
  - powiat międzyrzecki ⇒ Międzyrzecz
  - powiat nowosolski ⇒ Nowa Sól
  - powiat słubicki ⇒ Słubice
  - powiat strzelecko-drezdenecki ⇒ Strzelce Krajeńskie
  - powiat sulęciński ⇒ Sulęcin
  - powiat świebodziński ⇒ Świebodzin
  - powiat wschowski ⇒ Wschowa (utworzony 1 stycznia 2002)
  - powiat zielonogórski ⇒ Zielona Góra
  - powiat żagański ⇒ Żagań
  - powiat żarski ⇒ Żary

### województwo łódzkie
Podział powiatów na gminy zamieszczono w podział administracyjny województwa łódzkiego.
- miasta na prawach powiatu:
  - Łódź
  - Piotrków Trybunalski
  - Skierniewice
- powiaty:
  - powiat bełchatowski ⇒ Bełchatów
  - powiat brzeziński ⇒ Brzeziny (utworzony 1 stycznia 2002)
  - powiat kutnowski ⇒ Kutno
  - powiat łaski ⇒ Łask
  - powiat łęczycki ⇒ Łęczyca
  - powiat łowicki ⇒ Łowicz
  - powiat łódzki wschodni ⇒ Łódź
  - powiat opoczyński ⇒ Opoczno
  - powiat pabianicki ⇒ Pabianice
  - powiat pajęczański ⇒ Pajęczno
  - powiat piotrkowski ⇒ Piotrków Trybunalski
  - powiat poddębicki ⇒ Poddębice
  - powiat radomszczański ⇒ Radomsko
  - powiat rawski ⇒ Rawa Mazowiecka
  - powiat sieradzki ⇒ Sieradz
  - powiat skierniewicki ⇒ Skierniewice
  - powiat tomaszowski ⇒ Tomaszów Mazowiecki
  - powiat wieluński ⇒ Wieluń
  - powiat wieruszowski ⇒ Wieruszów
  - powiat zduńskowolski ⇒ Zduńska Wola
  - powiat zgierski ⇒ Zgierz

### województwo małopolskie
Podział powiatów na gminy zamieszczono w podział administracyjny województwa małopolskiego.
- miasta na prawach powiatu:
  - Kraków
  - Tarnów
  - Nowy Sącz
- powiaty:
  - powiat bocheński ⇒ Bochnia
  - powiat brzeski ⇒ Brzesko
  - powiat chrzanowski ⇒ Chrzanów
  - powiat dąbrowski ⇒ Dąbrowa Tarnowska
  - powiat gorlicki ⇒ Gorlice
  - powiat krakowski ⇒ Kraków
  - powiat limanowski ⇒ Limanowa
  - powiat miechowski ⇒ Miechów
  - powiat myślenicki ⇒ Myślenice
  - powiat nowosądecki ⇒ Nowy Sącz
  - powiat nowotarski ⇒ Nowy Targ
  - powiat olkuski ⇒ Olkusz
  - powiat oświęcimski ⇒ Oświęcim
  - powiat proszowicki ⇒ Proszowice
  - powiat suski ⇒ Sucha Beskidzka
  - powiat tarnowski ⇒ Tarnów
  - powiat tatrzański ⇒ Zakopane
  - powiat wadowicki ⇒ Wadowice
  - powiat wielicki ⇒ Wieliczka

### województwo mazowieckie
Podział powiatów na gminy zamieszczono w podział administracyjny województwa mazowieckiego.
- miasta na prawach powiatu:
  - Warszawa
  - Ostrołęka
  - Płock
  - Radom
  - Siedlce
- powiaty:
  - powiat białobrzeski ⇒ Białobrzegi
  - powiat ciechanowski ⇒ Ciechanów
  - powiat garwoliński ⇒ Garwolin
  - powiat gostyniński ⇒ Gostynin
  - powiat grodziski ⇒ Grodzisk Mazowiecki
  - powiat grójecki ⇒ Grójec
  - powiat kozienicki ⇒ Kozienice
  - powiat legionowski ⇒ Legionowo
  - powiat lipski ⇒ Lipsko
  - powiat łosicki ⇒ Łosice
  - powiat makowski ⇒ Maków Mazowiecki
  - powiat miński ⇒ Mińsk Mazowiecki
  - powiat mławski ⇒ Mława
  - powiat nowodworski ⇒ Nowy Dwór Mazowiecki
  - powiat ostrołęcki ⇒ Ostrołęka
  - powiat ostrowski ⇒ Ostrów Mazowiecka
  - powiat otwocki ⇒ Otwock
  - powiat piaseczyński ⇒ Piaseczno
  - powiat płocki ⇒ Płock
  - powiat płoński ⇒ Płońsk
  - powiat pruszkowski ⇒ Pruszków
  - powiat przasnyski ⇒ Przasnysz
  - powiat przysuski ⇒ Przysucha
  - powiat pułtuski ⇒ Pułtusk
  - powiat radomski ⇒ Radom
  - powiat siedlecki ⇒ Siedlce
  - powiat sierpecki ⇒ Sierpc
  - powiat sochaczewski ⇒ Sochaczew
  - powiat sokołowski ⇒ Sokołów Podlaski
  - powiat szydłowiecki ⇒ Szydłowiec
  - powiat warszawski zachodni ⇒ Ożarów Mazowiecki
  - powiat węgrowski ⇒ Węgrów
  - powiat wołomiński ⇒ Wołomin
  - powiat wyszkowski ⇒ Wyszków
  - powiat zwoleński ⇒ Zwoleń
  - powiat żuromiński ⇒ Żuromin
  - powiat żyrardowski ⇒ Żyrardów

### województwo opolskie
Podział powiatów na gminy zamieszczono w podział administracyjny województwa opolskiego.
- miasta na prawach powiatu:
  - Opole
- powiaty:
  - powiat brzeski ⇒ Brzeg
  - powiat głubczycki ⇒ Głubczyce
  - powiat kędzierzyńsko-kozielski ⇒ Kędzierzyn-Koźle
  - powiat kluczborski ⇒ Kluczbork
  - powiat krapkowicki ⇒ Krapkowice
  - powiat namysłowski ⇒ Namysłów
  - powiat nyski ⇒ Nysa
  - powiat oleski ⇒ Olesno
  - powiat opolski ⇒ Opole
  - powiat prudnicki ⇒ Prudnik
  - powiat strzelecki ⇒ Strzelce Opolskie

### województwo podkarpackie
Podział powiatów na gminy zamieszczono w podział administracyjny województwa podkarpackiego.
- miasta na prawach powiatu:
  - Rzeszów
  - Krosno
  - Przemyśl
  - Tarnobrzeg
- powiaty:
  - powiat bieszczadzki ⇒ Ustrzyki Dolne
  - powiat brzozowski ⇒ Brzozów
  - powiat dębicki ⇒ Dębica
  - powiat jarosławski ⇒ Jarosław
  - powiat jasielski ⇒ Jasło
  - powiat kolbuszowski ⇒ Kolbuszowa
  - powiat krośnieński ⇒ Krosno
  - powiat leski ⇒ Lesko (utworzony 1 stycznia 2002)
  - powiat leżajski ⇒ Leżajsk
  - powiat lubaczowski ⇒ Lubaczów
  - powiat łańcucki ⇒ Łańcut
  - powiat mielecki ⇒ Mielec
  - powiat niżański ⇒ Nisko
  - powiat przemyski ⇒ Przemyśl
  - powiat przeworski ⇒ Przeworsk
  - powiat ropczycko-sędziszowski ⇒ Ropczyce
  - powiat rzeszowski ⇒ Rzeszów
  - powiat sanocki ⇒ Sanok
  - powiat stalowowolski ⇒ Stalowa Wola
  - powiat strzyżowski ⇒ Strzyżów
  - powiat tarnobrzeski ⇒ Tarnobrzeg

### województwo podlaskie
Podział powiatów na gminy zamieszczono w podział administracyjny województwa podlaskiego.
- miasta na prawach powiatu:
  - Białystok
  - Łomża
  - Suwałki
- powiaty:
  - powiat augustowski ⇒ Augustów
  - powiat białostocki ⇒ Białystok
  - powiat bielski ⇒ Bielsk Podlaski
  - powiat grajewski ⇒ Grajewo
  - powiat hajnowski ⇒ Hajnówka
  - powiat kolneński ⇒ Kolno
  - powiat łomżyński ⇒ Łomża
  - powiat moniecki ⇒ Mońki
  - powiat sejneński ⇒ Sejny
  - powiat siemiatycki ⇒ Siemiatycze
  - powiat sokólski ⇒ Sokółka
  - powiat suwalski ⇒ Suwałki
  - powiat wysokomazowiecki ⇒ Wysokie Mazowieckie
  - powiat zambrowski ⇒ Zambrów

### województwo pomorskie
Podział powiatów na gminy zamieszczono w podział administracyjny województwa pomorskiego.
- miasta na prawach powiatu:
  - Gdańsk
  - Gdynia
  - Słupsk
  - Sopot
- powiaty:
  - powiat bytowski ⇒ Bytów
  - powiat chojnicki ⇒ Chojnice
  - powiat człuchowski ⇒ Człuchów
  - powiat gdański ⇒ Pruszcz Gdański
  - powiat kartuski ⇒ Kartuzy
  - powiat kościerski ⇒ Kościerzyna
  - powiat kwidzyński ⇒ Kwidzyn
  - powiat lęborski ⇒ Lębork
  - powiat malborski ⇒ Malbork
  - powiat nowodworski ⇒ Nowy Dwór Gdański
  - powiat pucki ⇒ Puck
  - powiat słupski ⇒ Słupsk
  - powiat starogardzki ⇒ Starogard Gdański
  - powiat sztumski ⇒ Sztum (utworzony 1 stycznia 2002)
  - powiat tczewski ⇒ Tczew
  - powiat wejherowski ⇒ Wejherowo

### województwo śląskie
Podział powiatów na gminy zamieszczono w podział administracyjny województwa śląskiego.
- miasta na prawach powiatu:
  - Katowice
  - Bielsko-Biała
  - Bytom
  - Chorzów
  - Częstochowa
  - Dąbrowa Górnicza
  - Gliwice
  - Jastrzębie-Zdrój
  - Jaworzno
  - Mysłowice
  - Piekary Śląskie
  - Ruda Śląska
  - Rybnik
  - Siemianowice Śląskie
  - Sosnowiec
  - Świętochłowice
  - Tychy
  - Zabrze
  - Żory
- powiaty:
  - powiat będziński ⇒ Będzin
  - powiat bielski (województwo śląskie) ⇒ Bielsko-Biała
  - powiat bieruńsko-lędziński ⇒ Bieruń (do 31 grudnia 2001 powiat tyski)
  - powiat cieszyński ⇒ Cieszyn
  - powiat częstochowski ⇒ Częstochowa
  - powiat gliwicki ⇒ Gliwice
  - powiat kłobucki ⇒ Kłobuck
  - powiat lubliniecki ⇒ Lubliniec
  - powiat mikołowski ⇒ Mikołów
  - powiat myszkowski ⇒ Myszków
  - powiat pszczyński ⇒ Pszczyna
  - powiat raciborski ⇒ Racibórz
  - powiat rybnicki ⇒ Rybnik
  - powiat tarnogórski ⇒ Tarnowskie Góry
  - powiat wodzisławski ⇒ Wodzisław Śląski
  - powiat zawierciański ⇒ Zawiercie
  - powiat żywiecki ⇒ Żywiec

### województwo świętokrzyskie
Podział powiatów na gminy zamieszczono w podział administracyjny województwa świętokrzyskiego.
- miasta na prawach powiatu:
  - Kielce
- powiaty:
  - powiat buski ⇒ Busko-Zdrój
  - powiat jędrzejowski ⇒ Jędrzejów
  - powiat kazimierski ⇒ Kazimierza Wielka
  - powiat kielecki ⇒ Kielce
  - powiat konecki ⇒ Końskie
  - powiat opatowski ⇒ Opatów
  - powiat ostrowiecki ⇒ Ostrowiec Świętokrzyski
  - powiat pińczowski ⇒ Pińczów
  - powiat sandomierski ⇒ Sandomierz
  - powiat skarżyski ⇒ Skarżysko-Kamienna
  - powiat starachowicki ⇒ Starachowice
  - powiat staszowski ⇒ Staszów
  - powiat włoszczowski ⇒ Włoszczowa

### województwo warmińsko-mazurskie
Podział powiatów na gminy zamieszczono w podział administracyjny województwa warmińsko-mazurskiego.
- miasta na prawach powiatu:
  - Olsztyn
  - Elbląg
- powiaty:
  - powiat bartoszycki ⇒ Bartoszyce
  - powiat braniewski ⇒ Braniewo
  - powiat działdowski ⇒ Działdowo
  - powiat elbląski ⇒ Elbląg
  - powiat ełcki ⇒ Ełk
  - powiat giżycki ⇒ Giżycko
  - powiat gołdapski ⇒ Gołdap (utworzony 1 stycznia 2002)
  - powiat iławski ⇒ Iława
  - powiat kętrzyński ⇒ Kętrzyn
  - powiat lidzbarski ⇒ Lidzbark Warmiński
  - powiat mrągowski ⇒ Mrągowo
  - powiat nidzicki ⇒ Nidzica
  - powiat nowomiejski ⇒ Nowe Miasto Lubawskie
  - powiat olecki ⇒ Olecko (do 31 grudnia 2001 powiat olecko-gołdapski)
  - powiat olsztyński ⇒ Olsztyn
  - powiat ostródzki ⇒ Ostróda
  - powiat piski ⇒ Pisz
  - powiat szczycieński ⇒ Szczytno
  - powiat węgorzewski ⇒ Węgorzewo (utworzony 1 stycznia 2002)

### województwo wielkopolskie
Podział powiatów na gminy zamieszczono w podział administracyjny województwa wielkopolskiego.
- miasta na prawach powiatu:
  - Poznań
  - Kalisz
  - Konin
  - Leszno
- powiaty:
  - powiat chodzieski ⇒ Chodzież
  - powiat czarnkowsko-trzcianecki ⇒ Czarnków
  - powiat gnieźnieński ⇒ Gniezno
  - powiat gostyński ⇒ Gostyń
  - powiat grodziski ⇒ Grodzisk Wielkopolski
  - powiat jarociński ⇒ Jarocin
  - powiat kaliski ⇒ Kalisz
  - powiat kępiński ⇒ Kępno
  - powiat kolski ⇒ Koło
  - powiat koniński ⇒ Konin
  - powiat kościański ⇒ Kościan
  - powiat krotoszyński ⇒ Krotoszyn
  - powiat leszczyński ⇒ Leszno
  - powiat międzychodzki ⇒ Międzychód
  - powiat nowotomyski ⇒ Nowy Tomyśl
  - powiat obornicki ⇒ Oborniki
  - powiat ostrowski ⇒ Ostrów Wielkopolski
  - powiat ostrzeszowski ⇒ Ostrzeszów
  - powiat pilski ⇒ Piła
  - powiat pleszewski ⇒ Pleszew
  - powiat poznański ⇒ Poznań
  - powiat rawicki ⇒ Rawicz
  - powiat słupecki ⇒ Słupca
  - powiat szamotulski ⇒ Szamotuły
  - powiat średzki ⇒ Środa Wielkopolska
  - powiat śremski ⇒ Śrem
  - powiat turecki ⇒ Turek
  - powiat wągrowiecki ⇒ Wągrowiec
  - powiat wolsztyński ⇒ Wolsztyn
  - powiat wrzesiński ⇒ Września
  - powiat złotowski ⇒ Złotów

### województwo zachodniopomorskie
Podział powiatów na gminy zamieszczono w podział administracyjny województwa zachodniopomorskiego.
- miasta na prawach powiatu:
  - Szczecin
  - Koszalin
  - Świnoujście
- powiaty:
  - powiat białogardzki ⇒ Białogard
  - powiat choszczeński ⇒ Choszczno
  - powiat drawski ⇒ Drawsko Pomorskie
  - powiat goleniowski ⇒ Goleniów
  - powiat gryficki ⇒ Gryfice
  - powiat gryfiński ⇒ Gryfino
  - powiat kamieński ⇒ Kamień Pomorski
  - powiat kołobrzeski ⇒ Kołobrzeg
  - powiat koszaliński ⇒ Koszalin
  - powiat łobeski ⇒ Łobez (utworzony 1 stycznia 2002)
  - powiat myśliborski ⇒ Myślibórz
  - powiat policki ⇒ Police
  - powiat pyrzycki ⇒ Pyrzyce
  - powiat sławieński ⇒ Sławno
  - powiat stargardzki ⇒ Stargard (do 2015 pod nazwą Stargard Szczeciński)
  - powiat szczecinecki ⇒ Szczecinek
  - powiat świdwiński ⇒ Świdwin
  - powiat wałecki ⇒ Wałcz

## Historyczny podział Polski
- podział administracyjny Polski 1569–1795
- podział administracyjny Polski 1807–1815
- podział administracyjny Polski 1816–1914
- podział administracyjny Polski 1918–1939
- podział administracyjny Polski 1944–1950
- podział administracyjny Polski 1950–1957
- podział administracyjny Polski 1957–1975
- podział administracyjny Polski 1975–1998
- powiaty w Polsce od 1945